# 黃茂 (明朝)
黃茂（1522年—16世纪？），字叔才，號後山，湖廣武昌府江夏縣人，明朝官员。

## 生平
嘉靖二十八年（1549年）己酉科湖廣鄉試第五十二名。嘉靖四十四年（1565年），登進士第三甲第一百四十五名。都察院观政，本年八月授任直隶常州府宜興縣知縣。隆慶二年（1568年）四月调臨晋县，丁忧。五年五月，復除襄城县，卒。

## 家族
曾祖黃宇，曾任指揮使；祖父黃釡，曾任知縣；父黃洲，曾任縣丞。母張氏。兄黄華、黄芳、弟黄芝，俱庠生。